# Усть-Урлук
Усть-Урлу́к (рос. Усть-Урлук) — село у складі Красночикойського району Забайкальського краю, Росія. Входить до складу Урлуцького сільського поселення.

## Населення
Населення — 140 осіб (2010; 206 у 2002).
Національний склад (станом на 2002 рік):
- росіяни — 100 %